# Jeffrey Gouweleeuw
 Jeffrey Gouweleeuw  (Heemskerk, 10 juli 1991) is een Nederlandse betaald voetballer die doorgaans als verdediger speelt. Hij verruilde AZ in januari 2016 voor FC Augsburg.

## Biografie

### sc Heerenveen
Gouweleeuw begon met voetballen bij ADO'20, waarna hij in 2006 werd opgenomen in de jeugdopleiding van sc Heerenveen. Onder de trainer Trond Sollied mocht hij in 2009 mee op trainingskamp in Turkije. Hier maakte hij ook zijn debuut in het eerste elftal, in een oefenwedstrijd tegen MVV. Gouweleeuw werd in het seizoen 2010/11 definitief overgeheveld naar de selectie van het eerste elftal, dan onder leiding van trainer Ron Jans. Hij mocht weer mee op trainingskamp, ditmaal naar Portugal. Gouweleeuw maakte zijn officiële debuut in het eerste van Heerenveen in een thuiswedstrijd tegen Excelsior die met 2-3 verloren werd. Hij mocht deze wedstrijd vanaf de eerste minuut meemaken vanwege een schorsing van Arnold Kruiswijk en een blessure van Milan Kopic. De start van het volgende seizoen moest hij missen vanwege een blessure, maar eenmaal fit werd hij een vaste waarde in de verdediging. Gouweleeuw speelde drie seizoenen in het eerste elftal van Heerenveen, waarmee hij achtereenvolgens twaalfde, vijfde en achtste in de Eredivisie werd. In het seizoen 2012/2013 maakte hij hiermee ook zijn debuut in de UEFA Europa League.

### AZ
Gouweleeuw tekende in mei 2013 een contract tot medio 2018 bij AZ, de nummer tien van de Eredivisie in het voorgaande seizoen. Ook hier speelde hij zich in het basiselftal. In het eerste seizoen met zijn nieuwe club eindigde hij als nummer acht in de Eredivisie, in het seizoen 2014/2015 als nummer drie. Nadat zijn ploeggenoot Nemanja Gudelj in de zomer van 2015 vertrok naar Ajax, benoemde toenmalig trainer John van den Brom Gouweleeuw in juli 2015 tot aanvoerder van AZ.

### FC Augsburg
Gouweleeuw tekende in januari 2016 een contract tot medio 2020 bij FC Augsburg. Hij debuteerde voor Augsburg als verdedigende middenvelder in een thuiswedstrijd tegen FC Bayern München (1-3-verlies). Bij Augsburg werd hij aanvoerder. Op 15 maart 2025 speelde Gouweleeuw zijn 250ste wedstrijd in de Bundesliga en passeerde daarmee Heinz van Haaren als Nederlandse speler met de meeste wedstrijden in de Bundesliga.

## Clubstatistieken
| Seizoen | Club          | Competitie | Competitie | Competitie | Beker | Beker | Internationaal | Internationaal | Overig | Overig | Totaal | Totaal |
| Seizoen | Club          | Competitie | Wed.       | Dlp.       | Wed.  | Dlp.  | Wed.           | Dlp.           | Wed.   | Dlp.   | Wed.   | Dlp.   |
| ------- | ------------- | ---------- | ---------- | ---------- | ----- | ----- | -------------- | -------------- | ------ | ------ | ------ | ------ |
| 2010/11 | SC Heerenveen | Eredivisie | 6          | 0          | 0     | 0     | —              | —              | —      | —      | 6      | 0      |
| 2011/12 | SC Heerenveen | Eredivisie | 30         | 3          | 5     | 1     | —              | —              | —      | —      | 35     | 4      |
| 2012/13 | SC Heerenveen | Eredivisie | 30         | 1          | 3     | 1     | 4              | 0              | 2      | 0      | 39     | 2      |
| 2013/14 | AZ            | Eredivisie | 33         | 1          | 5     | 1     | 12             | 1              | 5      | 0      | 55     | 3      |
| 2014/15 | AZ            | Eredivisie | 34         | 1          | 4     | 1     | —              | —              | —      | —      | 38     | 2      |
| 2015/16 | AZ            | Eredivisie | 16         | 2          | 3     | 2     | 10             | 0              | —      | —      | 29     | 4      |
| 2015/16 | FC Augsburg   | Bundesliga | 11         | 0          | 0     | 0     | —              | —              | —      | —      | 11     | 0      |
| 2016/17 | FC Augsburg   | Bundesliga | 18         | 2          | 1     | 0     | —              | —              | —      | —      | 19     | 2      |
| 2017/18 | FC Augsburg   | Bundesliga | 27         | 0          | 1     | 0     | —              | —              | —      | —      | 28     | 0      |
| 2018/19 | FC Augsburg   | Bundesliga | 25         | 0          | 3     | 0     | —              | —              | —      | —      | 28     | 0      |
| 2019/20 | FC Augsburg   | Bundesliga | 21         | 0          | 0     | 0     | —              | —              | —      | —      | 21     | 0      |
| 2020/21 | FC Augsburg   | Bundesliga | 32         | 1          | 2     | 0     | —              | —              | —      | —      | 34     | 1      |
| 2021/22 | FC Augsburg   | Bundesliga | 29         | 2          | 1     | 0     | —              | —              | —      | —      | 30     | 2      |
| 2022/23 | FC Augsburg   | Bundesliga | 32         | 0          | 2     | 0     | —              | —              | —      | —      | 34     | 0      |
| 2023/24 | FC Augsburg   | Bundesliga | 30         | 1          | 0     | 0     | —              | —              | —      | —      | 30     | 1      |
| 2024/25 | FC Augsburg   | Bundesliga | 14         | 0          | 3     | 0     | —              | —              | —      | —      | 17     | 0      |
| Totaal  | Totaal        | Totaal     | 388        | 14         | 33    | 6     | 26             | 1              | 7      | 0      | 454    | 21     |

Bijgewerkt tot en met 9 januari 2025.
1 Dahmen ·
2 Gumny ·
3 Pedersen ·
4 Oxford ·
5 Matsima ·
6 Gouweleeuw  ·
7 Kabadayı ·
8 Rexhbeçaj ·
9 Essende ·
10 Maier ·
11 Wolf ·
13 Giannoulis ·
15 Mounié ·
16 Zesiger ·
17 Jakić ·
19 Onyeka ·
20 Claude-Maurice ·
21 Tietz ·
22 Labrović ·
24 Jensen ·
31 Schlotterbeck ·
32 Framberger ·
36 Kömür ·
37 Berisha ·
44 Koudossou ·
47 Banks ·
Coach: Thorup